# Ủy ban Hành động Hồi giáo
Ủy ban Hành động Hồi giáo viết tắt là MAC- Muslim Actions Commite là một tổ chức chính trị được thành lập tại Vương quốc Anh vào tháng 2 năm 2006. Tổ chức này được bảo trợ thành lập để phản ứng quyết liệt lại vụ việc những bức hình biếm họa về Đấng tiên tri Muhammad của người Hồi giáo được công bố trong nhiều tờ báo tại Đan Mạch Jyllands-Posten.

## Tôn chỉ, mục đích
Ủy ban Hành động Hồi giáo bao gồm hơn 400 học giả Hồi giáo thuộc hệ phái Sunni cũng như các tổ chức Hồi giáo đại diện cho tất cả các trường phái tư tưởng trong cộng đồng Hồi giáo của nước Anh. Phát ngôn viên của Ủy ban Hành động Hồi giáo là ông Shaykh Faiz-ul-Aqtab Siddiqi đã yêu cầu thắt chặt các quy định của Đạo luật về khiếu nại, thắt chặt các quy định về báo chí cũng như thay đổi trong Luật Quan Hệ Chủng Tộc.
Ủy ban Hành động Hồi giáo nêu cao tin thần đấu tranh chống lại sự tự do ngôn luận một cách thái quá đang diễn ra ở châu Âu, khi mà người ta có thể xúc phạm một cách không cả nể vào những niềm tin thiêng liêng của dân tộc, tôn giáo khác. Ủy ban cũng góp phần dẫn dắt sự đấu tranh một cách ôn hòa (bằng biểu tình là chính) và hạn chế các thành phần, phần tử Hồi giáo cực đoan.

## Đấu tranh

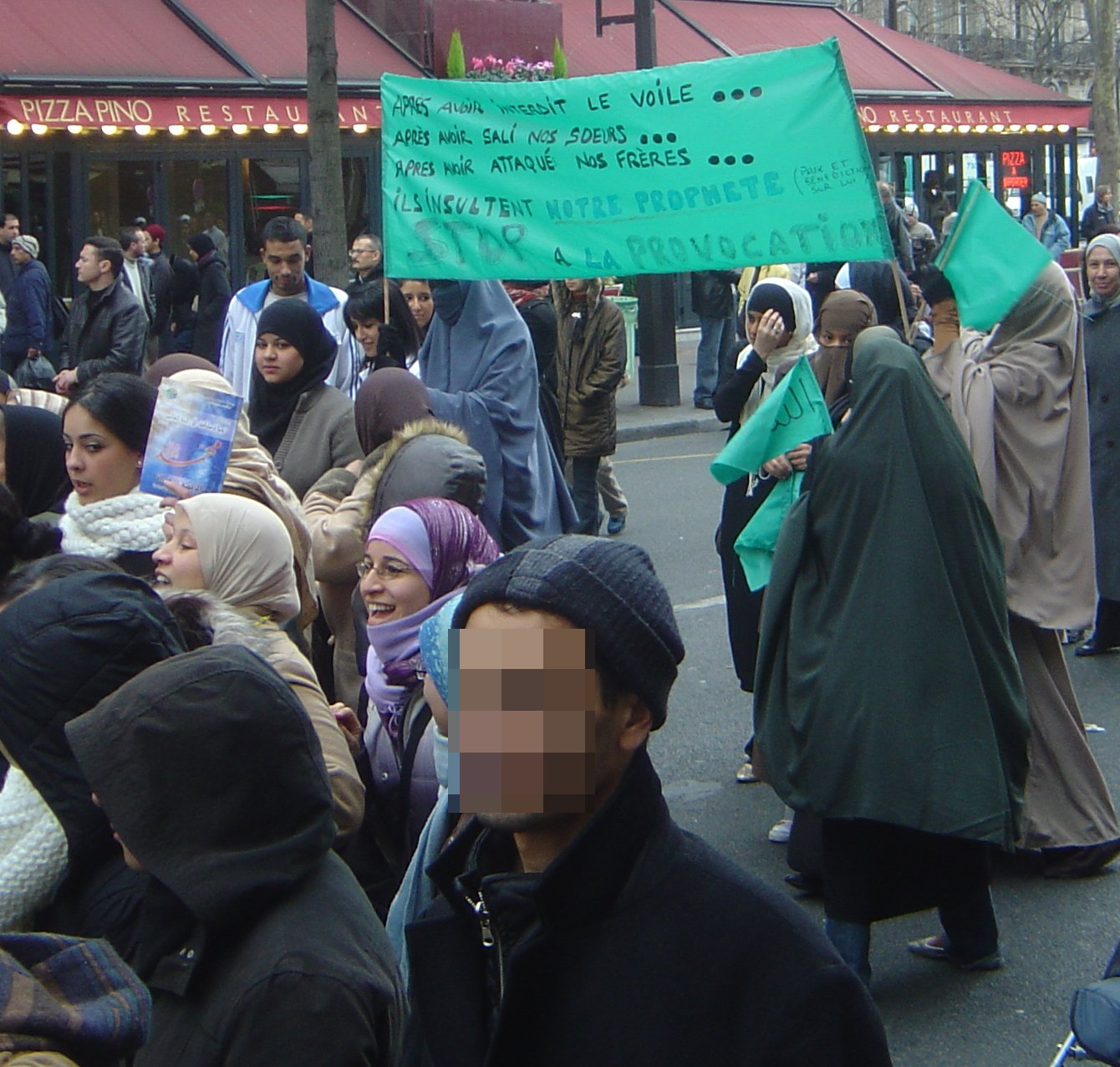
Tín đồ Hồi giáo biểu tình trên đường phố để phản đối vụ biếm họa.

Ngày 8 tháng 2, các học giả Hồi giáo tại Anh đã họp khẩn cấp để thảo luận về làn sóng giận dữ bùng nổ trong thế giới Hồi giáo, sau khi một số tờ báo ở châu Âu đăng bức biếm họa nhạo báng đấng tiên tri Mô-ha-mát của người Hồi giáo. Cuộc họp diễn ra tại thành phố Birmingham với sự tham dự của đại diện hơn 650 nhà thờ Hồi giáo tại Anh. Ban tổ chức hội nghị sẽ phối hợp các cuộc biểu tình trong tương lai, để phản đối việc báo chí công bố bức biếm họa trên, nhưng dưới ngọn cờ của Ủy ban Hành động Hồi giáo (MAC), chứ không hành động tự phát riêng rẽ.
Ngày 17 tháng 2 năm 2006, một chiến dịch "Vì văn minh toàn cầu", tập trung vào việc ngăn chặn và đả kích sự thiếu tôn trọng đối với Muhammad và Hồi giáo. Nhóm đã tổ chức một cuộc biểu tình công cộng tổ chức vào ngày thứ Bảy, 18 tháng 2 năm 2006 với sự tham dự của 10.000 người. Hàng ngàn tín đồ Hồi giáo tụ tập tại Quảng trường Trafalgar ở thủ đô Luân Đôn của nước Anh trong cuộc biểu tình mới nhất để phản đối những tranh biếm họa vẽ hình Nhà Tiên Tri Muhammad. Ít nhất 10.000 người tham gia cuộc biểu tình ngày hôm đó do Ủy ban Hành động Hồi Giáo tổ chức tại Luân Đôn.